# Julius Gellner
Julius Gellner (Zatec, Boémia, 25 de Abril de 1899 — Londres, 24 de outubro de 1983) foi um dos mais famosos diretores de teatro de língua alemã da década de 1920.
Entre 1924 e 1933 foi superintendente (Oberspielleiter) e vice-director do teatro de Munique "Münchner Kammerspiele im Schauspielhaus". Julius Gellner foi tio do filósofo e sociólogo Ernest Gellner.